# アラザニ川
アラザニ川（アラザニがわ、グルジア語: ალაზანი, Alazani、アゼルバイジャン語: Qanıx）は、コーカサス地方の川。ジョージア東部におけるクラ川の主要な支流で、全長は351km。ミンゲチェヴィル貯水池でキュル川と合流するまで、一部区間はジョージアとアゼルバイジャンの国境となっている。
カヘティ州アフメタ市北東部の大コーカサス山脈南麓に源を発する。初めにアフメタ市街まで南に流れた後、同州のアラザニ盆地を南東に通る。アラザニ川の流域は、ジョージアにおけるワイン生産の中心地である。ペルシャ人は何世紀にもわたって、この川から侵入してきた。
冬のあいだは干上がるが、春遅くになると山脈の雪解け水でかなり増水し、定期的にはん濫を起こす。川の水はおもに、灌漑と飲料水に利用される。1990年代には中国の投資家たちが、アラザニ川の激しい流れを利用する多くの小規模水力発電所を建設した。ラフティングの名所として、観光客にも人気である。
都市やその他のコミュニティ、農地から排出される未処理の汚水によって、川は軽度に汚染されている。特にクヴァレリとラゴデヒにおける水質はひどいといわれる。
アラザニ川は「マラニ・アラザニ・バレー」や「オールド・トビリシ・アラザニ」など、ジョージア産ワインの名前にも使われている。
流域にはイチイ属、マツ属のPinus kochiana、カバノキ属のBetula litwinowiiとBetula raddeana、ハンノキ属のヨーロッパハンノキ、セイヨウハンノキ、コーカサスブナ、ヨーロッパヤマナラシなどの山林、河畔林と高山の草原があり、ツキノワグマ、ハイイロオオカミ、オオヤマネコなどが生息している。2022年にジョージアのアフメタ、テラヴィ、トゥシェティ地方一帯のババネウリ厳正自然保護区、バツァラ厳正自然保護区とイルト保護区は「3つのアラザニ川生物圏保護区」に指定された。

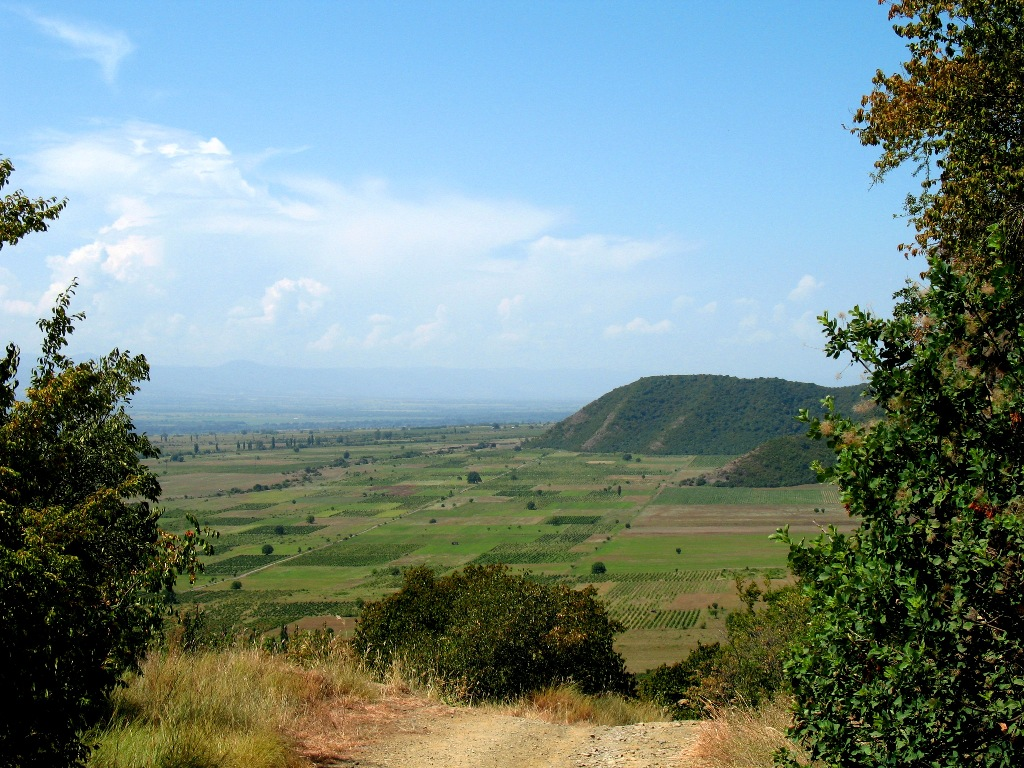
アラザニ盆地